# Pierre Frédéric de Meuron
Pour les articles homonymes, voir Meuron.
Pierre Frédéric de Meuron (1746-1813) est un homme militaire suisse, ayant servi dans l'armée néerlandaise, puis britannique.
Il est le 5e et dernier gouverneur militaire du Ceylan britannique, avant que ce poste ne soit remplacé par celui de résident et super-intendant.
Son frère Charles-Daniel de Meuron lui donne le commandement du Régiment de Meuron en 1787.

## Biographie
Son père, Théodore de Meuron (1707-1765), chamoiseur, marchand et capitaine de milice, et sa mère Elisabeth Dubois, ont eu 5 enfants :
- Marie-Anne (1730-1808), épouse de Jean-Pierre Dupasquier (1713-1765), notaire.
- Charles-Daniel (1738-1806), commandant historique du Régiment de Meuron, il a passé 15 ans au service des Provinces-Unies pour le compte de la Compagnie néerlandaise des Indes orientales; et 20 ans au service de l'Empire britannique[2].
- Théodore Abram (1741-1831), marchand et capitaine de grenadiers.
- Pierre Frédéric (1746-1813), futur brigadier général.
- Charlotte (1748-1816), épouse de Benoît Sergeans (1741-1819), lieutenant dans le régiment Meuron.

### Carrière militaire
- Justicier et major de la milice du Val-de-Travers

- Officier au service de Hollande (1781)
  - Chargé du recrutement dans le régiment de M. Capitaine (1781)
  - Colonel
  - Succède à son frère à la tête du régiment (1786)

- Brigadier-général de l'armée anglaise (1795)
  - Gouverneur militaire de Ceylan (1797-1798)
  - Major-général (1798)
  - Lieutenant-général (1805)